# Otto Nückel
Eduard Otto Nückel (* 6. September 1888 in Köln; † 12. November 1955 ebenda) war ein deutscher Maler, Grafiker, Illustrator und Karikaturist.

## Leben
Nach einem abgebrochenen Medizinstudium in Freiburg im Breisgau zog er nach München. Um dort seine von Kindheit an vorhandene Neigung zum Zeichnen und Malen professionell weiterzuentwickeln, besuchte er bis 1912 die private Malschule von Heinrich Knirr. Noch vor dem Ersten Weltkrieg entstand seine erste Buchillustration. Im Krieg diente er als Sanitäter und arbeitete gleichzeitig für die Zeitschrift Zeit-Echo. Ein Kriegs-Tagebuch der Künstler.
Nückel war Mitglied der Münchner Sezession und der Künstlervereinigung 7 Münchner Maler. Zu dieser Künstlervereinigung zählten ferner die in München lebenden Albert Burkart, Franz Doll, Günther Graßmann, Wilhelm Maxon, Walter Schulz-Matan sowie Karl Zerbe und Erwin Henning. Die Vereinigung existierte zwischen 1930 und 1937.
Seinen Lebensunterhalt bestritt Nückel als Illustrator und Karikaturist. Er lieferte Beiträge zu den satirischen Zeitschriften Simplicissimus und Der Simpl, der Wochenschrift Jugend sowie der Kinderzeitschrift Ping-Pong. Berühmt wurde Nückels Serie der Atelierbesuche von Bosch bis Ensor. „Neben den Illustrationen und Karrikaturen entstehen auch meist naiv anmutende, narrativ angelegte und kleinteilig ausgearbeitete Gemälde.“
Als einer der ersten arbeitete er mit dem Bleischnitt und entwickelte diese Kunstform zu höchster Meisterschaft. Aufsehen erregte er damit vor allem durch sein Buch Schicksal. Eine Geschichte in Bildern (Delphin Verlag, München, 1930). Hier wird ein Frauen-Lebens- und Leidensweg als düstere, sozialkritische Studie ohne jeden Text erzählt. 2005 erschien in Frankreich eine Neuausgabe dieser wortlosen Bildergeschichte unter dem Titel Destin (Éditions IMHO, Paris). Sein ganzes Werk wird beherrscht von Skurrilem und einer tiefgründigen Ironie, die bis zu bissigem Sarkasmus geht. Die Anregungen der Anatomiekurse seiner Freiburger Studentenzeit sind spürbar. Während er zunächst noch von der plakativen Schwarz-Weiß-Technik der Holzschnitte Felix Vallottons angeregt ist, entwickelte er um 1920 einen eigenen Stil fein-präzis gestochener Schwarz-Weiß-Kontraste, wie ihn sonst allenfalls noch Karl Rössing pflegte.
In der Zeit des Nationalsozialismus war Nückel Mitglied der Reichskammer der bildenden Künste. Für diese Zeit ist seine Teilnahme an 9 Ausstellung sicher belegt.
Er lebte bis kurz vor seinem Tod in München, zog aber zuletzt noch nach Overath-Immekeppel. Er war nicht verheiratet und verstarb in der Kölner Universitätsklinik.

## Werk
Nückel illustrierte u. a.:
- A. M. Frey, Solneman der Unsichtbare (12 Holzschnitte), Delphin-Verlag, München, 1914
- A. M. Frey, Spuk des Alltags (Holzschnitte), Delphin-Verlag, München, 1920
- E. T. A. Hoffmann, Meister Floh (40 Bleischnitte), G. Hirth’s Verlag, München, 1922
- Clemens Brentano, Das Märchen vom Schulmeister Klopfstock (Bleischnitte), Freitag-Verlag, München. 1947
- Stefan Andres, Vom heiligen Pfäfflein Domenico (Bleischnitte), Paul List Verlag, München, 1966Wikiversity: Thomas Mann: Der kleine Herr Friedemann (Holzschnitte), Phantasus-Verlag, München 1920 – Kursmaterialien

## Ausstellungen
- Lenbachhaus, München 1956
- Berufsverband bildender Künstler, München 1965
- EP Galerie, Düsseldorf 2005